# Alessandro Leopardo
Alessandro Leopardi o Leopardo (Venecia 1466 - Venecia, c. 1512) fue un escultor italiano.
Su primera obra conocida es una imponente tumba para el dux Andrea Vendramin, en que tuvo la ayuda de Tullio Lombardo. En 1487 fue exiliado por cargos de fraude, pero fue llamado por el Senado para terminar de fundir una escultura ecuestre de Bartolomeo Colleoni, obra de Verrocchio, que se encontraba solo modelada cuando el autor murió. Entre 1502 y 1505 trabajó en la tumba del cardenal Zeno para la Basílica de San Marcos, que fue terminada por Pietro Lombardo.

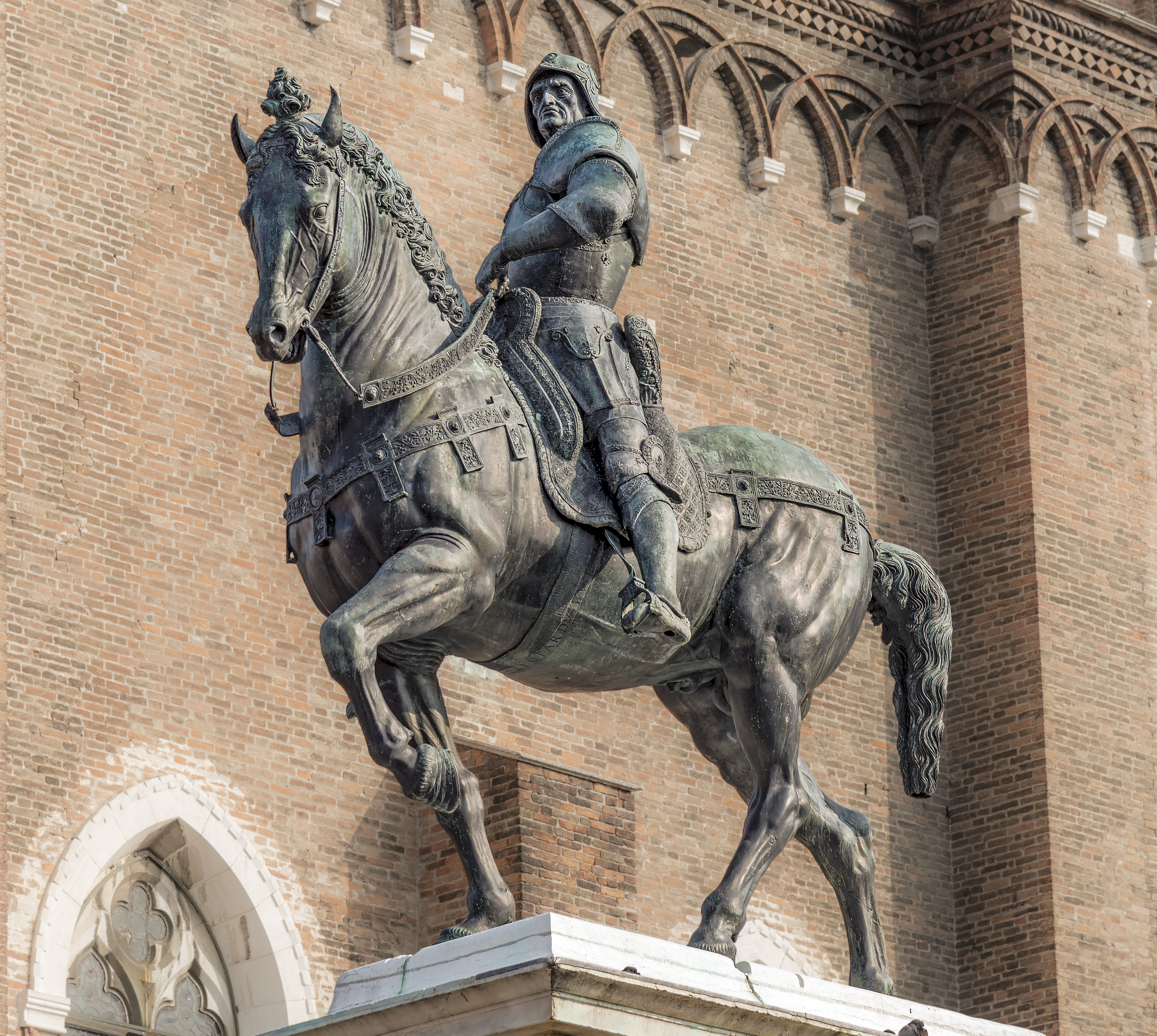
Escultura ecuestre de Bartolomeo Colleoni
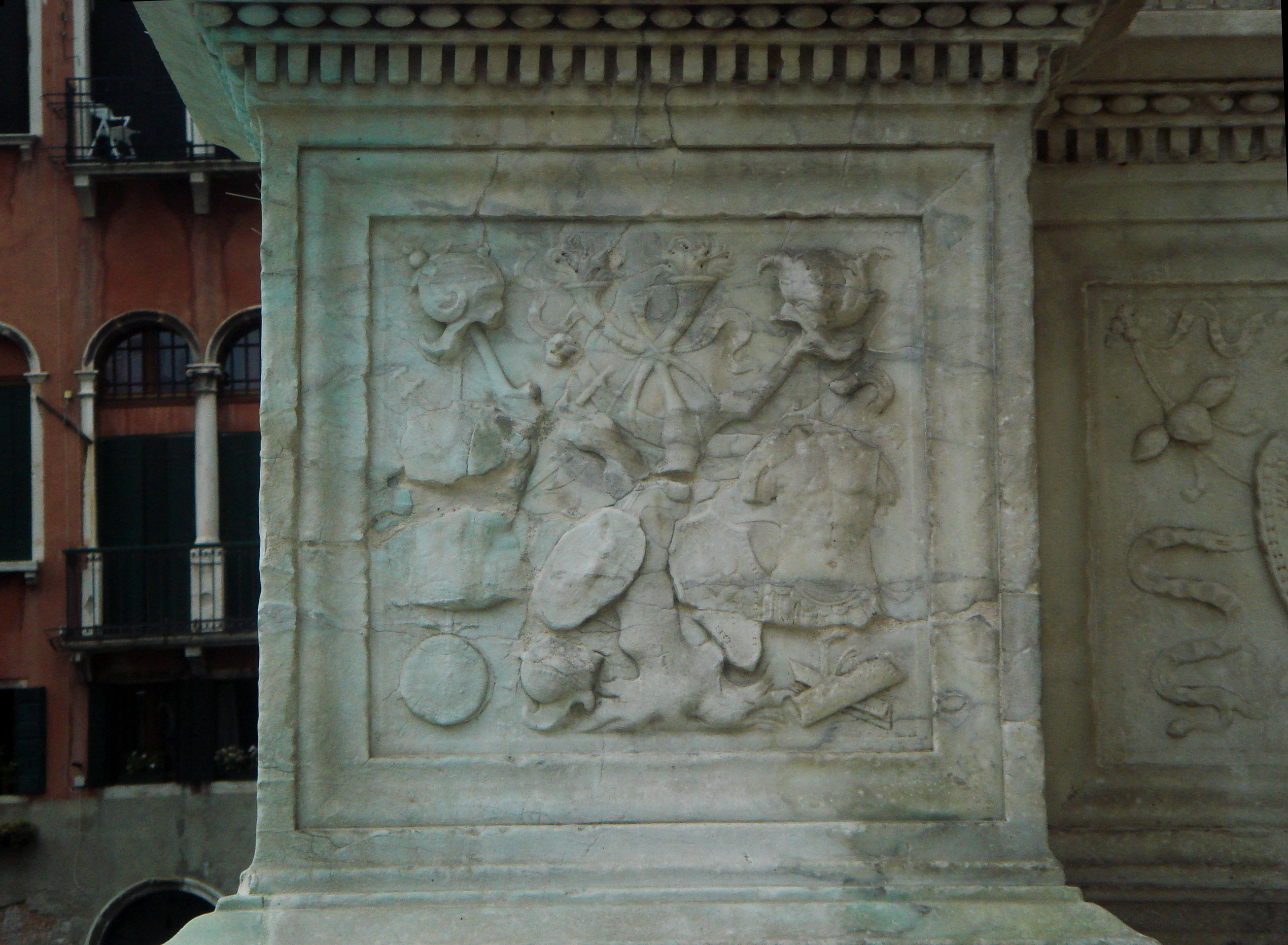
Relieve en la base del monumento a Bartolomeo Colleoni.
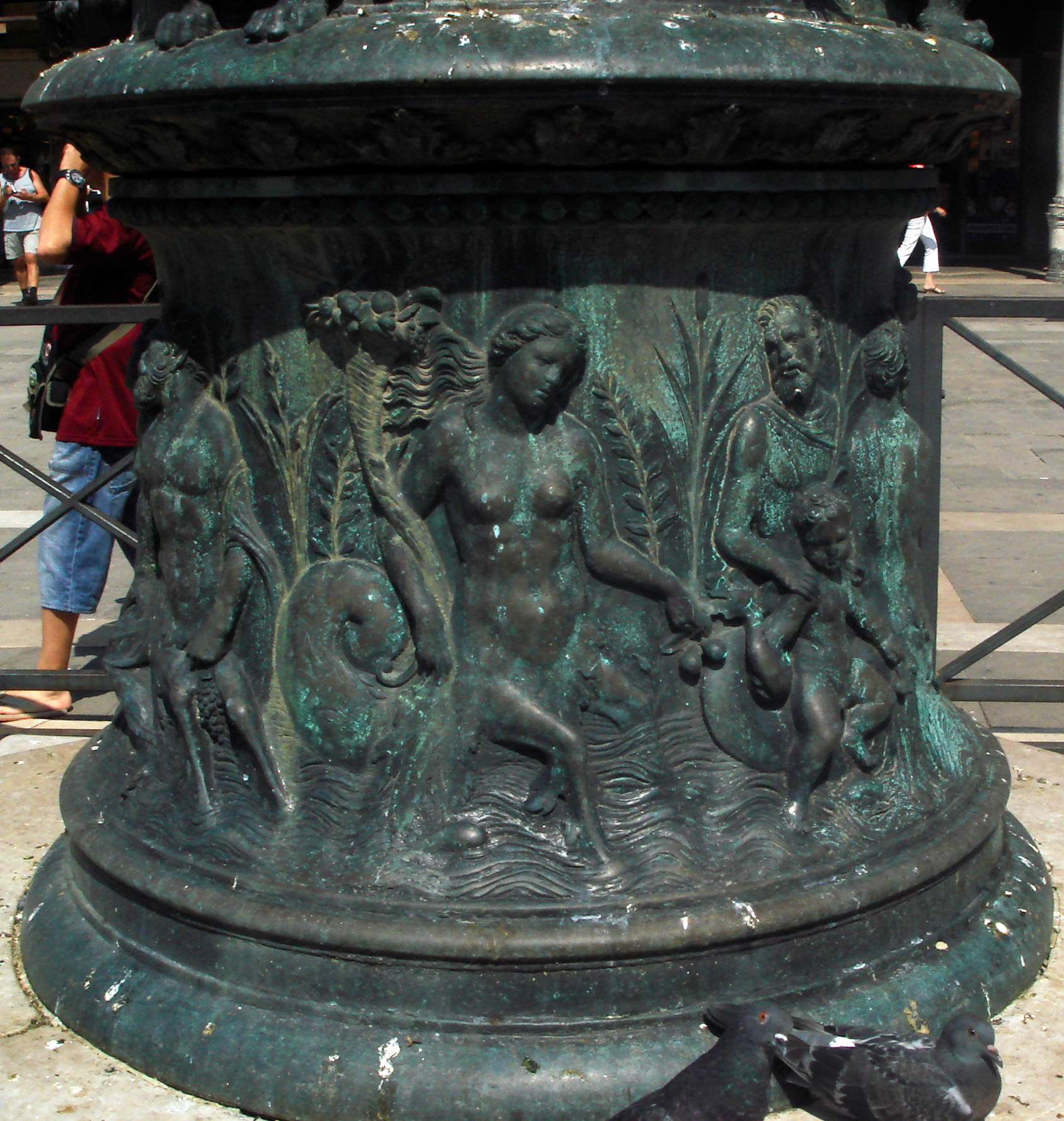
Base en una fuente de la plaza San Marcos en Venecia.